# Punk hardcore japonais
Ne doit pas être confondu avec J-core.
Le punk hardcore japonais définit la scène punk hardcore au Japon, issu des changements économiques et sociaux ayant émergé dans le pays dans les années 1980. SS, formé en 1977, est considéré comme le premier groupe du genre. Des groupes comme The Stalin et GISM suivent ensuite, et se forment tousl es deux en 1980. À quelques occasions, les musiciens japonais de punk hardcore font usage d'éléments sonores issus du crossover thrash, du thrash metal, de l'anarcho-punk, l'horror punk, le D-beat et le grindcore.

## Histoire
La scène punk hardcore japonaise peut être retracée en 1980, mais les groupes locaux se popularisent en même temps que les groupes finlandais et suédois dans leurs pays respectifs. Burning Spirits, littéralement « Les esprits brûlants », est un terme attribué à la plupart des groupes de punk hardcore japonais qui mêlent des éléments issus du crust punk à la férocité instrumentale du speed metal des années 1980.

## Artistes représentatifs
Les groupes et artistes représentatifs du genre incluent : Anti Feminism, The Comes, The Dead Pop Stars, Disclose, GISM, Garlic Boys, Gauze, The Piass, S.O.B., SS, et The Stalin.